# Sant Bartomeu de Pincaró
Sant Bartomeu de Pincaró és una antiga església del veïnat de Pincaró, poble del municipi d'Albanyà als vessants nord-llevantins del puig de Bassegoda inclosa en l'Inventari del Patrimoni Arquitectònic de Catalunya.

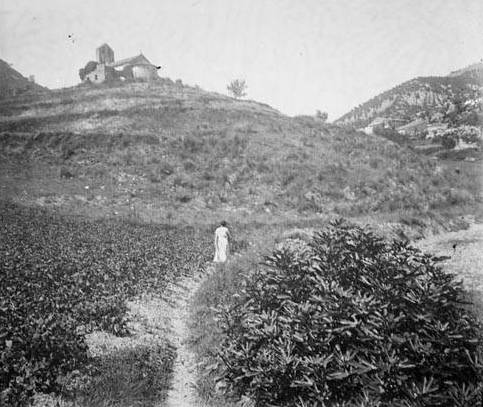
Sant Bartomeu en una imatge del 1917

Aquesta església romànica era coneguda per "eclesia parrochialis sancti Bartholomei de Pinquerono" a finals del segle xiv. L'any 1304 se cita aquest veïnat com a límit de tramuntana de la vegueria de Besalú i figura escrit en la forma Pinqueró. En ser suprimides moltes parròquies petites en el segle xvi, la de Sant Bartomeu de Pincaró fou adscrita a la de Sant Pere d'Albanyà, a la qual, segurament, ja havia estat subordinada en altre temps.
Es tracta d'una construcció romànica del segle xii, d'una sola nau, coberta amb volta de canó, A llevant, té l'absis semicircular amb cornisa i finestra espitllerada i el campanar d'espadanya de doble obertura. Al nord els murs estan recorreguts per una cornisa. L'accés està en nun mur lateral i la porta d'accés està inscrita en un arc de mig punt.